# FC Mulhouse
FC Mulhouse je francuski nogometni klub iz Mulhousea. Igraju na stadionu koji se zove Stade de l'Ill.

## Poznati treneri
- Franz Platko
- Raymond Domenech